# Undera
Undera is een plaats in de Australische deelstaat Victoria en telt 636 inwoners (2006).